# Wrightoporia novae-zelandiae
Wrightoporia novae-zelandiae är en svampart som beskrevs av Rajchenb. & A. David 1990. Wrightoporia novae-zelandiae ingår i släktet Wrightoporia och familjen Bondarzewiaceae.   Inga underarter finns listade i Catalogue of Life.